# Barrage de Cahora Bassa
Le barrage de Cahora Bassa est un barrage construit sur le Zambèze, au nord-ouest du Mozambique. Il est associé à une centrale hydroélectrique d'une puissance installée de 2 075 MW, la deuxième la plus puissante d'Afrique en 2020 après celle du haut barrage d'Assouan (2 100 MW). Il a donné naissance au lac de Cahora Bassa. 
Il a été mis en service entre 1976 et 1979, peu de temps après l'indépendance du pays.

## Histoire
Le barrage est né d’un accord entre le Portugal et l’Afrique du Sud le 19 septembre 1969, pour fournir de l’électricité à celle-ci, via une ligne à haute tension de 1 400 kilomètres de long et développer l'industrie du Mozambique, alors contrôlé par le Portugal. L'abondance de la production d'électricité assurée par le barrage dépasse très largement la consommation mozambicaine. Le site prévoit de fournir à la fonderie d'aluminium du groupe de l'industriel et banquier António de Sommer Champalimaud (1918 – 2004), près de Maputo, une énergie bon marché, sur le site de la future Mozal. António de Sommer Champalimaud prévoit de se fournir en bauxite, dans les mines du futur Malawi, qui n'est pas encore indépendant. Il crée à l'automne 1969, en association avec Lonrho et l’État du Malawi, l'Alumina Corporation of Malawi (Alcoma) pour les mines de bauxite du Massif Mulanje. Pour ce projet, l'accès au port mozambicain de Nacala et aux livraisons d'essence de Durban sont vitaux. Mais l'indépendance du Mozambique, consécutive à la révolution des Œillets portugaise, mettra fin à ce projet.
Le barrage permet aussi un projet d'extraction de sables lourds et divers projets portant sur l'exploitation de mines de charbon dans la province de Tete, opérés par Rio Tinto et Vale.
Après l’indépendance du pays en 1975, l’Afrique du Sud appuya le mouvement de rébellion Renamo, qui sabota l’ouvrage en 1980, privant le Mozambique d’une importante source de revenus. 
En 1984, dans le cadre de la stratégie d’apaisement, l’Afrique du Sud et le Mozambique signèrent les accords de Nkomati, qui prévoyaient l’arrêt du soutien du Mozambique à l’ANC et le retrait réciproque de l’appui de l’Afrique du Sud à la Renamo. Six semaines plus tard, un nouvel accord fut trouvé entre Eskom, la compagnie sud-africaine, et la société mozambicaine Hidroelectrica de Cahora Bassa, pour exporter à nouveau le courant vers le réseau sud-africain.
Le 13 septembre 1988, à Songo, Joaquim Chissano et Pieter Botha renouvelèrent la coopération entre leurs pays respectifs pour sauver le barrage de Cahora Bassa. Le rapprochement entre les deux gouvernements fut facilité par l'entregent de Pik Botha, le ministre sud-africain des Affaires étrangères qui devint un habitué de Maputo.
En juillet 1989, Le Frelimo abjurait le marxisme. Peu de temps après, Chissano accueillait encore une fois Pieter Botha sur le site du barrage de Cahora Bassa au moment de l'achèvement des travaux de la commission tripartite (Portugal, Mozambique, Afrique du Sud) pour la réhabilitation du grand projet de développement électrique.

## Caractéristiques

### Barrage
Il s'agit d'un barrage-voûte de 171 m de hauteur et de 302 m de longueur en crête. 

### Lac de retenue
Le barrage a donné naissance au lac de Cahora Bassa.

### Centrale hydroélectrique
La centrale hydroélectrique associée au barrage est creusée sous la rive droite du fleuve. Elle est longue de 220 m, haute de 57 m et large de 29 m. Elle comporte 5 turbines Francis de 415 MW chacune, pour une puissance installée totalisant 2 075 MW. Toutefois, celle-ci pourrait être portée à 3 600 MW dans le cas d'une possible future extension. Sa production électrique annuelle est estimée à 14 938 GWh en 2020. 
Sa concession est assurée par la société énergétique Hidroélectrica de Cahora Bassa (HCB).